# Nenad Žugaj

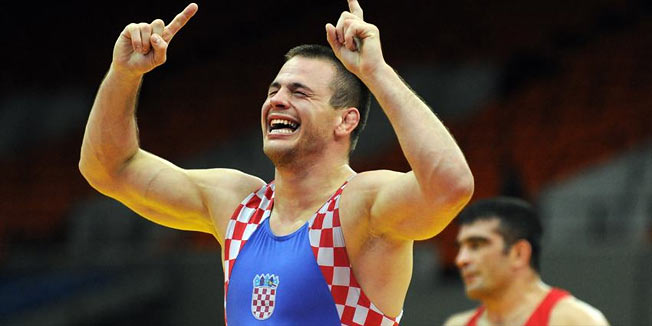
Nenad Žugaj

Nenad Žugaj (* 19. April 1983 in Zagreb) ist ein kroatischer Ringer. Er gewann bei der Weltmeisterschaft 2010 eine Bronzemedaille im Mittelgewicht.

## Werdegang
Nenad Žugaj und sein Zwillingsbruder Neven Žugaj begannen in Zagreb im Alter von 10 Jahren in der Grundschule mit dem Ringen. Nenad besuchte danach ein Sportgymnasium und studierte anschließend Sport. Dieses Studium schloss er im Jahre 2007 ab. Danach trat er in die kroatische Armee ein und hat nunmehr den Rang eines Leutnants. Das Ringen im Verein begann er bei Hravatski Dragovoljak Zagreb, gehört aber nunmehr dem Klub Lika Zagreb an, wo er von Wladimir Sekulic trainiert wird. Er konzentriert sich voll auf den griechisch-römischen Stil. In der Saison 2011/2012 rang er auch erstmals in der deutschen Bundesliga. Er startete für den ASV Nendingen und gewann alle Kämpfe, die er bestritt. U.a. besiegte er dabei den polnischen Vize-Weltmeister von 2011 Damian Janikowski (TuS Adelhausen) und den mehrfachen deutschen Meister Jan Fischer (KSV Köllerbach) jeweils nach Punkten.
Nenad Žugaj begann seine internationale Ringerlaufbahn mit der Teilnahme an der Junioren-Europameisterschaft der Kadetten im Jahre 2000 in Bratislava. Er kam dabei in der Gewichtsklasse bis 69 kg auf den 4. Platz. Diese Platzierung sollte aber in den nächsten Jahren, in denen er ebenfalls regelmäßig bei den internationalen Meisterschaften, zunächst im Junioren- dann auch im Seniorenbereich startete, seine beste bleiben. Als besseres Ergebnis ist ein 14. Platz bei der Europameisterschaft 2006 in Moskau zu verzeichnen, bei der er u. a. den Schweden Jim Eric Pettersson besiegte. Im Jahre 2008 gelang es ihm in zwei Olympia-Qualifikationsturnieren (in Rom und in Novi Sad), bei denen er jeweils den 5. Platz belegte, nicht für die Olympischen Spiele in Peking zu qualifizieren. Ein Trostpflaster für ihn war dann der 3. Platz bei der Militär-Weltmeisterschaft 2008, den er hinter Artur Michalkiewicz, Polen und Andrei Baranowski, Belarus, belegte.
2009 war bei Nenad Žugaj ein merklicher Formanstieg zu verzeichnen. Er wurde Sieger bei den Mittelmeer-Spielen in Pescara und besiegte dabei im Finale des Mittelgewichts den Olympiasieger von 2008 Andrea Minguzzi aus Italien. Bei der Weltmeisterschaft 2009 in Herning/Dänemark kam Nenad Žugaj zu Siegen über Artur Schahinjan aus Armenien und Antti Hakkala aus Finnland. Nach einer Niederlage gegen Habibollah Akhlaghi aus dem Iran schied er aber aus und kam auf den 9. Platz. 
Im Jahre 2010 ging es weiter aufwärts. Er besiegte bei der Europameisterschaft in Baku im Mittelgewicht Rune Nilsson aus Dänemark, unterlag dann gegen den amtierenden Weltmeister Nazmi Avluca aus der Türkei nach Punkten, besiegte Schalwa Gadabadse aus Aserbaidschan und Vincenzo Scibilia aus Italien, unterlag aber im Kampf um eine Bronzemedaille gegen Melonin Noumonvi aus Frankreich knapp nach Punkten. In der Endabrechnung belegte er damit einen hervorragenden 5. Platz. Noch erfolgreicher verlief für Nenad Žugaj dann die Weltmeisterschaft in Moskau. Er besiegte dort Zsolt Dajka aus Ungarn, Jachangir Mumina, Usbekistan und Laimutis Adomatis aus Litauen nach Punkten. Im Halbfinale unterlag er gegen Pablo Shorey Hernandez aus Kuba, konnte aber im Kampf um eine WM-Bronzemedaille gegen Nazmi Avluca für die Niederlage bei der Europameisterschaft revanchieren und gewann dadurch diese Medaille. 
Im Jahre 2011 war Nenad Žugaj bei den internationalen Meisterschaften nicht so erfolgreich wie 2010. Zunächst verlor er bei der Europameisterschaft in Dortmund gleich seinen ersten Kampf gegen Theodoros Tounousidis aus Griechenland (0:2 Runden, 1:2 Punkte) und schied damit aus, weil Tounousidis nicht den Endkampf erreichte. Er kam damit nur auf den 16. Platz. Bei der Weltmeisterschaft 2011 in Istanbul ging er nach einem frisch verheilten Rippenbruch mit einem Trainingsrückstand an den Start. So gesehen ist sein 7. Platz bei dieser Meisterschaft, den er mit Siegen über Thomas Suppiger, Schweiz, Melonin Noumonvi und Lee Se-yeol, Südkorea bei Niederlagen gegen Alim Selimow, Belarus und Hassan Saman Tahmasebi, Aserbaidschan, erreichte, ein Erfolg. 
Nenad Žugaj ist auch vielfacher kroatischer Meister im Mittelgewicht.

## Internationale Erfolge
| Jahr | Platz | Wettbewerb                                 | Gewichtsklasse | Ergebnisse |
| 2000 | 4.    | Junioren-EM (Cadets) in Bratislava         | bis 69 kg      | hinter Dimitri Petrowitschew, Russland, Otari Pewadse, Georgien und Dimitri Geppa, Ukraine                                                                                                |
| 2001 | 24.   | Junioren-WM in Taschkent                   | Leicht         | |
| 2002 | 13.   | Junioren-EM in Subotica                    | Welter         | Sieger: Denis Forow, Russland vor Akos Konica, Jugoslawien |
| 2003 | 21.   | Junioren-WM in Istanbul                    | Welter         | nach Niederlage gegen Edgaras Rapsiukevicius, Litauen und Sieg über Andreas Schulze, Deutschland                                                                                          |
| 2004 | 20.   | EM in Haparanda                            | Mittel         | nach Niederlagen gegen Sandor Istvan Bardosi, Ungarn und Sergei Rutenko, Ukraine |
| 2005 | 21.   | EM in Warna                                | Mittel         | nach Niederlagen gegen Nikola Stojanow, Bulgarien und Laimutis Adomaitis, Litauen |
| 2005 | 9.    | Mittelmeer-Spiele in Almería               | Mittel         | Sieger: Mohamed Mohamed, Ägypten vor Serkan Özken, Türkei |
| 2005 | 39.   | WM in Budapest                             | Mittel         | nach Niederlagen gegen Alim Selimow, Belarus und Janarbek Kenejew, Kirgisistan |
| 2006 | 14.   | EM in Moskau                               | Mittel         | nach Punktsieg über Jim Eric Pettersson, Schweden und Punktniederlage gegen Wjatscheslaw Makarenko, Belarus                                                                               |
| 2006 | 21.   | WM in Guangzhou                            | Mittel         | nach einer Niederlage gegen Wang Gang, China |
| 2007 | 23.   | EM in Sofia                                | Mittel         | nach einer Niederlage gegen Wjatscheslaw Makarenko |
| 2007 | 17.   | Großer Preis von Deutschland in Dortmund   | Mittel         | Sieger: Artur Michalkiewicz, Polen vor Rene Zimmermann, Deutschland |
| 2007 | 27.   | WM in Baku                                 | Mittel         | nach Sieg über Mohamed Rahmani, Tunesien und Niederlage gegen Hassan Saman Tahmasebi, Iran                                                                                                |
| 2008 | 27.   | EM in Tampere                              | Mittel         | nach einer Punktniederlage gegen Andrea Minguzzi, Italien |
| 2008 | 5.    | Olympia-Qualifikations-Turnier in Rom      | Mittel         | Sieger: Melonin Noumonvi, Frankreich vor Andrei Samochin, Kasachstan |
| 2008 | 5.    | Olympia-Qualifikations-Turnier in Novi Sad | Mittel         | Sieger: Schalwa Gadabadse, Aserbaidschan vor Attila Bátky, Slowakei |
| 2008 | 3.    | Militär-WM                                 | Mittel         | hinter Artur Michalkiewicz und Andrei Balanowski, Belarus |
| 2009 | 1.    | Mittelmeer-Spiele in Pescara               | Mittel         | vor Andrea Minguzzi, Melonin Noumonvi und Akif Canbas, Türkei |
| 2009 | 9.    | WM in Herning/Dänemark                     | Mittel         | nach Siegen über Artur Schahinjan, Armenien und Antti Hakkala, Finnland und Niederlage gegen Habibollah Akhlaghi, Iran                                                                    |
| 2010 | 3.    | Golden-Grand-Prix in Szombathely           | Mittel         | hinter Alexei Mischin, Russland und Melonin Noumonvi |
| 2010 | 10.   | Golden-Grand-Prix in Baku                  | Mittel         | Sieger: Taleb Nariman Nematpour, Iran vor Schalwa Gadabadse |
| 2010 | 5.    | EM in Baku                                 | Mittel         | nach Sieg über Rune Nilsson, Dänemark, Niederlage gegen Nazmi Avluca, Türkei, Siegen über Schalwa Gadabadse und Vincenzo Scibilia, Italien und Niederlage gegen Melonin Noumonvi          |
| 2010 | 3.    | WM in Moskau                               | Mittel         | nach Siegen über Zsolt Dajka, Ungarn, Jachangir Miminow, Usbekistan und Laimutis Adomaitis, Litauen, einer Niederlage gegen Pablo Shorey Hernandez, Kuba und einem Sieg über Nazmi Avluca |
| 2011 | 2.    | "Vehbe-Emre"-Memorial in Istanbul          | Mittel         | hinter Hassan Saman Tahmasebi, Aserbaidschan, vor Wassyl Ratschyba, Ukraine, und Chadorchi Davod Abenizadeh, Iran                                                                         |
| 2011 | 1.    | Golden-Grand-Prix in Szombathely           | Mittel         | vor Amer Hrustanovic, Österreich, Ahmet Yildirim, Türkei und Norikatsu Saikawa, Japan |
| 2011 | 16.   | EM in Dortmund                             | Mittel         | nach einer Niederlage gegen Theodoros Tounousidis, Griechenland |
| 2011 | 1.    | Mittelmeer-Meisterschaften in Budva        | Mittel         | vor Vincenzo Scibilia, Alain Hassli, Frankreich und Kansu Ildem, Türkei |
| 2011 | 5.    | Golden-Grand-Prix in Baku                  | Mittel         | hinter Habibollah Akhlaghi, Hassan Saman Tahmasebi, Davood Aliashraf, Iran und Ahmet Yildirim                                                                                             |
| 2011 | 7.    | WM in Istanbul                             | Mittel         | nach Siegen über Thomas Suppiger, Schweiz, Melonin Noumonvi und Lee Se-yeol, Südkorea und Niederlagen gegen Alim Selimow, Belarus und Hassan Saman Tahmasebi                              |

## Erläuterungen
- alle Wettkämpfe im griechisch-römischen Stil
- WM = Weltmeisterschaft, EM = Europameisterschaft
- Gewichtsklassen: bis 2002: Leichtgewicht bis 69 kg, Weltergewicht bis 76 kg Körpergewicht; seit 2003: Weltergewicht bis 74 kg, Mittelgewicht, bis 84 kg Körpergewicht